# NOB E 2/2
Die Schweizerische Nordostbahn (NOB), beschaffte ab 1865 insgesamt 32 fabrikneue Tenderdampflokomotiven des Typs E 2/2. Diese wurden im leichten Strecken- sowie Rangierdienst eingesetzt.

## Beschaffung
Die Schweizerische Nordostbahn baute 1865 in ihrer Werkstätte in Zürich vier Tenderdampflokomotiven der Bauart E 2/2. Diese nur 17 Tonnen schweren Maschinen waren für den Einsatz auf der als Pferdebahn geplanten Bülach-Regensberg-Bahn vorgesehen. Da sich die Maschinen bewährten, baute sie 1868 eine Nordbahn-Lokomotive um (D 1/3 Limmat), sowie in Eigenleistung vier weitere neue Maschinen. Danach bezog sie 24 Maschinen von den Maschinenfabriken Esslingen (14) und Winterthur (10). Als Neubauten kamen so insgesamt 32 Dampflokomotiven dieses Typs bei der NOB zum Einsatz.
Die ersten vier Maschinen der NOB-Werkstätte Zürich wurden 1865 unter der Leitung des Maschinenmeisters Krauss gebaut. Auch die zweiten vier Maschinen entstanden 1868 dort, aber unter Maschinenmeister Heinrich Maey. Dies war auch auf den Fabrikschildern so vermerkt.
Für die 1868 umgebaute D 1/3 Näheres im eigenen Artikel.
Daneben gab es bei der NOB die Baureihe Ed 2/2.

## Technisches

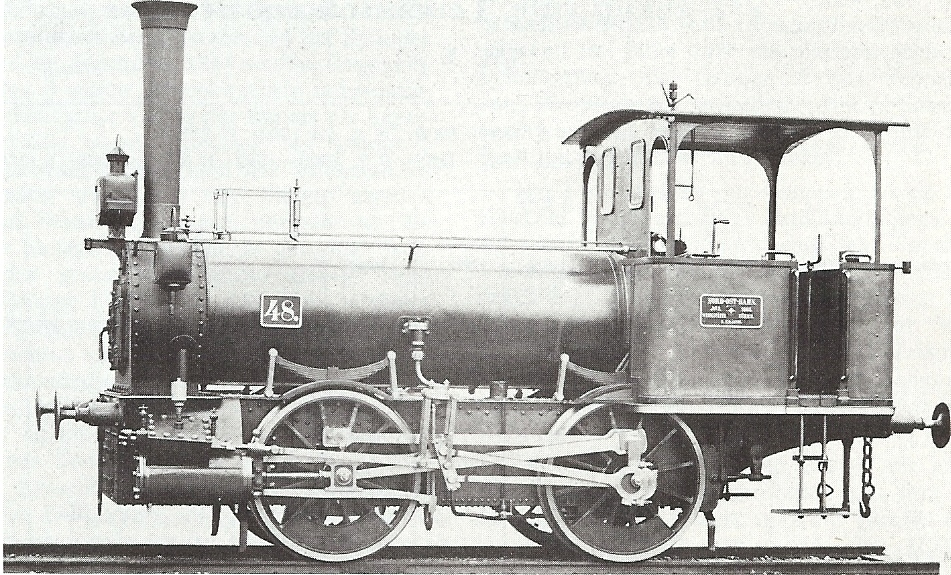
E 2/2 Nr. 48 in der Ausführung NOB/Krauss

Alle Maschinen hatten einen Innenrahmen. Die vier Längsfedern waren alle über dem Umlaufblech aufgehängt und stützten sich mit Stangen auf den Achslagern ab.

### NOB, Krauss
Der Achsstand der 1865 geliefertem Maschinen betrug 2100 mm, Zwischen dem 9 mm starken Innenrahmen war der Wasserkasten eingebaut. Der domlose Kessel trug auf der Oberseite nur das Sicherheitsventil. Der Schieberkasten befand sich seitlich der Rauchkammer. Das Außentriebwerk war mit einer Allansteuerung mit Hebelbedienung versehen. Die vierklötzige Spindelbremse wirkte auf die Hinterachse. An Betriebsstoffen konnte die Maschine 1,5 m³ Wasser und 0,8 Tonnen Kohle mitführen.

### NOB, Maey

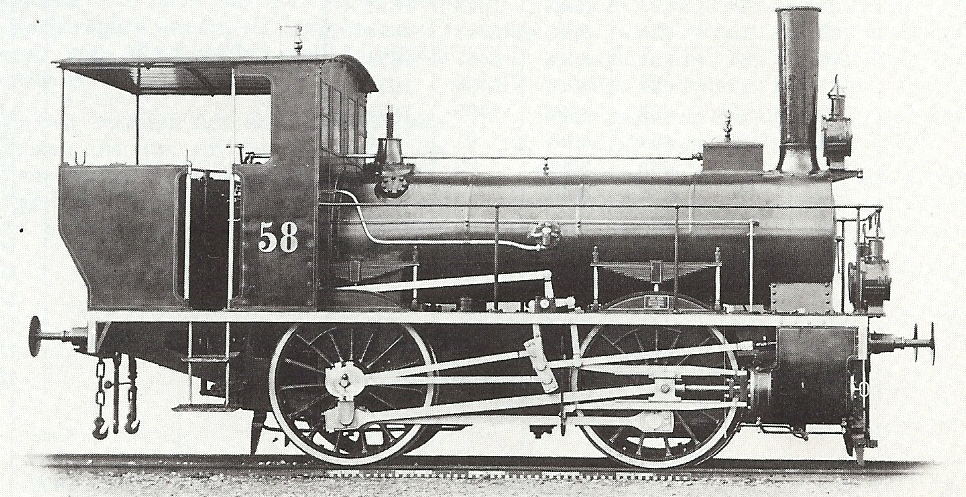
Lokomotive Nr. 58 Ausführung NOB/Maey

Bei dieser Maschine wurde der Achsstand auf 2500 mm verlängert. Die Feuerbüchse des aus dem Ausland bezogenen Kessels war in Maey’scher ankerloser Bauart. Die Kessellage betrug 1945 mm über Schienenoberkante. Weil die Feuerbüchse über der Hinterachse stand, hatte die Maschine durch den 6280 mm langen Rahmen nur einen mäßigen Überhang. Die Unterkante des 10 mm dicken Innenrahmens befand sich 880 mm über der Schienenoberkante. Der Drehschieberregulator lag als einziger bei einer Maschine der NOB in einem Gehäuse über dem Kessel. Die Einströmrohre wurden durch die Rauchkammer geführt. Zwischen den Rahmen befand sich unter der Rauchkammer der 2,4 m³ fassende Wasserkasten. Beidseitig hinter dem Führerstand befanden sich zwei Kohlekästen für insgesamt eine Tonne Kohle. Das Sicherheitsventil war über der Feuerbüchse montiert. Die Stangenlänge konnte als günstig betrachtet werden. Die Steuerung war in der Bauart Allan mit Exzenter und Hebelumsteuerung. Die Kolbenstangen wurden nicht nach vorne durchgeführt. Neben dem Umlaufblech wurde auch ein Geländer um den Kessel geführt. Im Führerhaus war eine Stirnwandtüre eingebaut. Die vierklötzige Spindelbremse wirkte auf die Hinterachse. Die Sandkästen befanden sich hinter den Zylindern und wurden gemeinsam betätigt.

### Esslingen und SLM

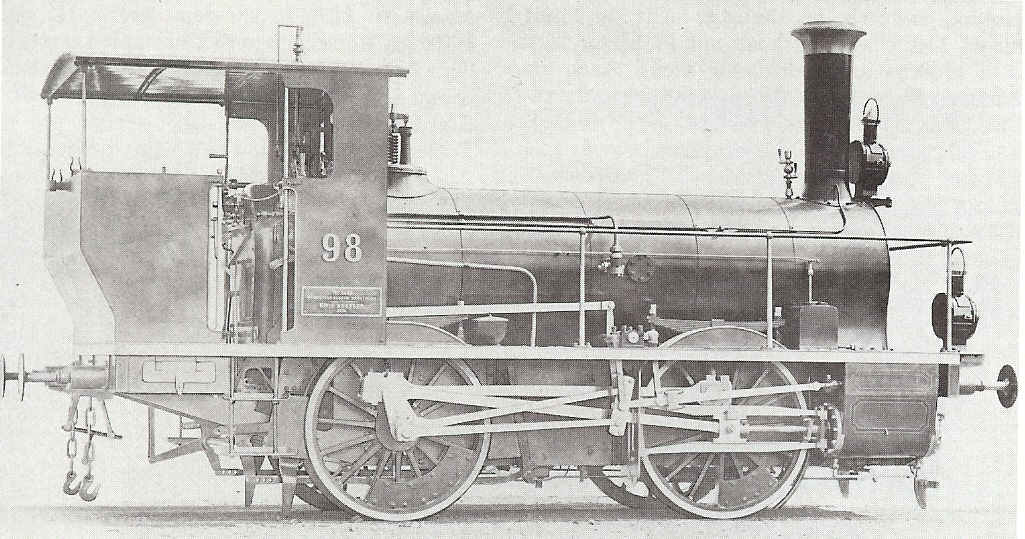
E 2/2 Nr. 98 Ausführung Esslingen mit erstem Kessel

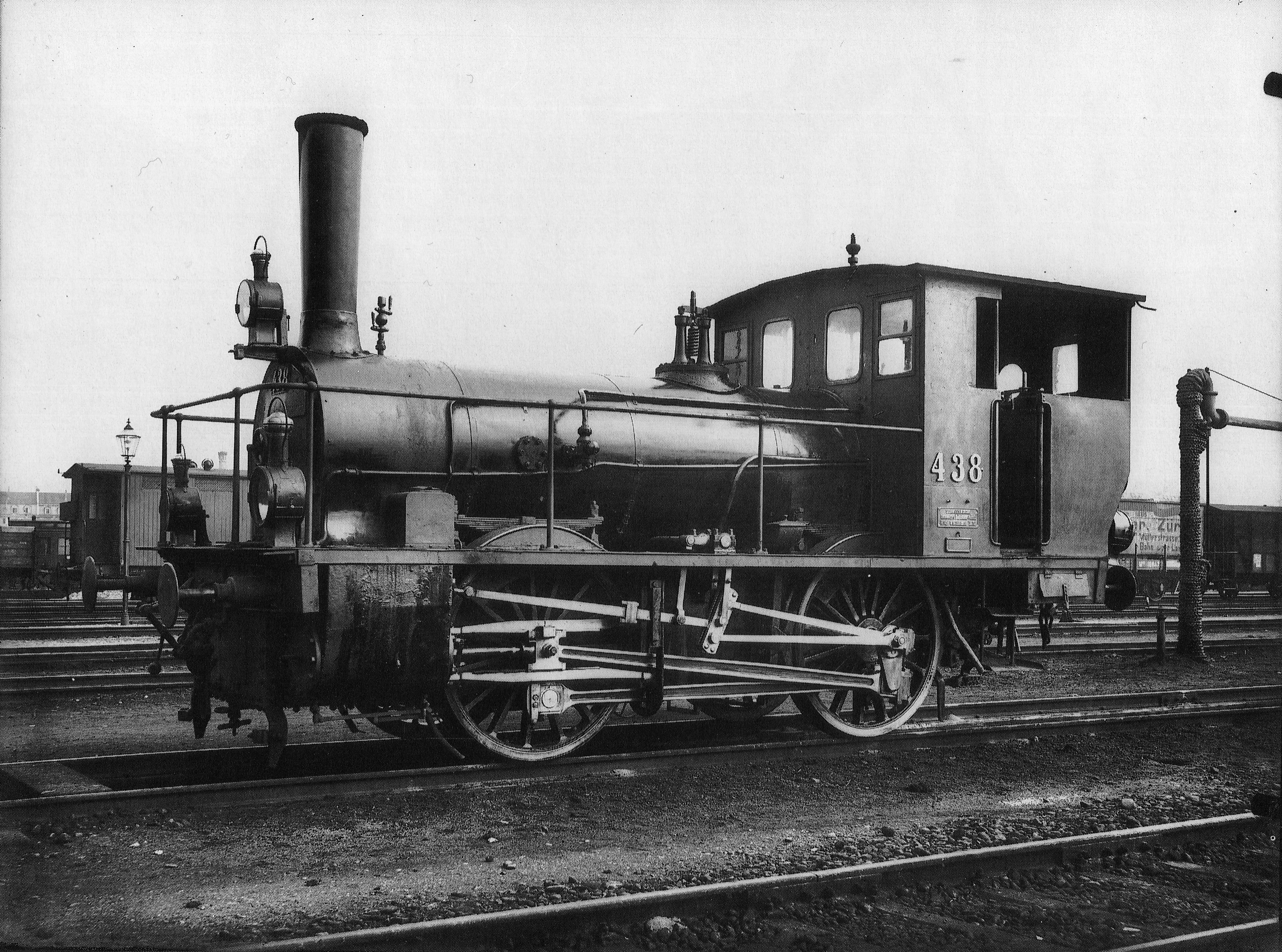
Maschine Nr. 438, Ausführung SLM mit zweitem Kessel im Bahnhof Zürich

Weil die Hauptdaten der von der SLM erbauten Maschinen weitgehend den letztgebauten Esslinger Maschinen entsprechen, beschränkt sich die Beschreibung weitgehend auf die Esslinger Maschinen.
Die ersten Maschinen entsprachen weitestgehend der NOB C 2/2 des gleichen Herstellers. Ab 1875 erhielten die Maschinen einen verlängerten Achsstand von 2700 mm, um die Laufruhe bei der Höchstgeschwindigkeit von 55 km/h zu verbessern.
Der Kessel in Maey’sche Ausführung besass keinen Dampfdom. Das Ramsbottom-Sicherheitsventil befand sich auf dem Mannlochdeckel. Der Drehschieberregulator befand sich wie die Einströmrohre in der Rauchkammer. Die Rauchkammer war mit nur noch einem Entleerungstrichter für die Flugasche versehen. Der Dampfdruck wurde anfänglich mit 12 bar, in den Statistiken nach 1875 nur noch mit 11 bar angegeben. 1890 musste er wegen auftretender Deformierungen sogar auf 10 bar gesenkt werden. Die zwischen 1884 und 1906 eingebauten Ersatzkessel waren nur noch für 10 bar zugelassen und waren um 165 mm kürzer. Sie waren nicht mehr Maey’scher Bauart ausgeführt, da sich der ankerlose Aufbau in Form von Kesseldeformationen negativ bemerkbar machte. Der 10 mm starke Innenrahmen war als Kastenrahmen mit integriertem Wasserkasten aufgebaut. Der Wasserkasten bestand aus zwei Kammern, wodurch eine wirksame Querversteifung über 4 m verhindert wurde. Die Steuerung war in der Bauart Allan mit Exzenterkurbel und Taschenkulisse. Die vierklötzige Spindelbremse wirkte auf die Hinterachse. Der Sandkasten befand sich auf dem Umlaufblech, das mit einem umlaufenden Geländer ausgerüstet war. Der Führerstand besass eine Stirnwandtüre.
An Betriebsstoffen konnte die Maschinen 8071–8085, 2,4 m³ Wasser und 1,1 Tonnen Kohle mitführen. Die Maschinen 8086–8098 hatten Platz für 2,5 m³ Wasser und 1,1 Tonnen Kohle.
Eine Dampfheizung wurde zwischen 1889 und 1896 eingebaut. Mit einem Geschwindigkeitsmesser der Bauart Klose wurden die Maschinen ab 1901 ausgerüstet.
Die Maschinen 8075, 8076, 8078–8080 und 8096–8098 wurde zwischen 1895 und 1912 mit der automatische Westinghousebremse ausgerüstet, die aber nicht auf die Lokomotivräder wirkte: .

### Nummerierung
| NOB bis 1879 | NOB 1879–1895 | NOB 1895–1902 | SBB ab 1902 | Fabrik- nummer | Baujahr | Hersteller | 2. Kessel | Ausrangiert | Bemerkungen |
| ------------ | ------------- | ------------- | ----------- | -------------- | ------- | ---------- | --------- | ----------- | ----------- |
| 46           | 202           | –             | –           | 1              | 1865    | NOB        | –         | 1882        |             |
| 47           | 203           | –             | –           | 2              | 1865    | NOB        | –         | 1882        |             |
| 48           | 204           | –             | –           | 3              | 1865    | NOB        | –         | 1882        |             |
| 49           | 205           | –             | –           | 4              | 1865    | NOB        | –         | 1882        |             |
| 56           | 211           | 411           | 8071        | 5              | 1868    | NOB        | 1884      | 1907        |             |
| 57           | 212           | 412           | 8072        | 6              | 1868    | NOB        | 1884      | 1910        |             |
| 58           | 213           | 413           | 8073        | 7              | 1868    | NOB        | 1884      | 1910        |             |
| 59           | 214           | 414           | 8074        | 8              | 1868    | NOB        | 1884      | 1911        |             |
| 71           | 215           | 415           | 8075        | 1259           | 1873    | Esslingen  | 1903      | 1916        | a           |
| 72           | 216           | 416           | 8076        | 1260           | 1873    | Esslingen  | 1903      | 1916        | a           |
| 73           | 217           | 417           | 8077        | 1261           | 1873    | Esslingen  | 1903      | 1913        |             |
| 74           | 218           | 418           | 8078        | 1262           | 1873    | Esslingen  | 1999      | 1916        | a           |
| 75           | 219           | 419           | 8079        | 1312           | 1873    | Esslingen  | 1901      | 1916        | a           |
| 76           | 220           | 420           | 8080        | 1313           | 1873    | Esslingen  | 1905      | 1916        | a           |
| 77           | 221           | 421           | 8081        | 1314           | 1873    | Esslingen  | 1903      | 1916        | a           |
| 78           | 222           | 422           | 8082        | 1314           | 1873    | Esslingen  | 1904      | 1913        |             |
| 97           | 223           | 423           | 8083        | 1341           | 1874    | Esslingen  | 1905      | 1916        | a           |
| 98           | 224           | 424           | 8084        | 1342           | 1874    | Esslingen  | 1904      | 1909        |             |
| 99           | 225           | 425           | 8085        | 1343           | 1874    | Esslingen  | 1902      | 1914        |             |
| 100          | 231           | 431           | 8086        | 1457           | 1875    | Esslingen  | 1900      | 1916        | a           |
| 101          | 232           | 432           | 8087        | 1458           | 1875    | Esslingen  | 1903      | 1914        |             |
| 102          | 233           | 433           | 8088        | 1459           | 1875    | Esslingen  | 1897      | 1913        |             |
| 181          | 234           | 434           | 8089        | 91             | 1876    | SLM        | 1904      | 1916        | a           |
| 182          | 235           | 435           | 8090        | 92             | 1876    | SLM        | 1904      | 1916        | a           |
| 183          | 236           | 436           | 8091        | 93             | 1876    | SLM        | 1906      | 1916        | a           |
| 184          | 237           | 437           | 8092        | 94             | 1876    | SLM        | 1904      | 1916        | a           |
| 185          | 238           | 438           | 8093        | 95             | 1876    | SLM        | 1895      | 1916        | a           |
| 186          | 239           | 439           | 8094        | 96             | 1876    | SLM        | 1904      | 1916        | a           |
| 187          | 240           | 440           | 8095        | 97             | 1876    | SLM        | 1897      | 1913        |             |
| 188          | 241           | 441           | 8096        | 98             | 1876    | SLM        | 1904      | 1916        | a           |
| 189          | 242           | 442           | 8097        | 99             | 1876    | SLM        | 1897      | 1913        |             |
| 190          | 243           | 443           | 8098        | 100            | 1876    | SLM        | 1897      | 1914        |             |

Bemerkungen Tabelle: a 1916 Verkauf an k.u.k Heeresverwaltung, nach 1918 an FS und MÁV, bei der MÁV nicht umgezeichnet, Verbleib unbekannt.

## Betriebliches
Die Maschinen der Ausführung NOB-Maey wurden von der NOB für den Trajektverlad in Romanshorn benötigt. Sie wurden dort von den umgebauten Ed 2/2 abgelöst.
An die Eisenbahngesellschaft Effretikon–Pfäffikon–Hinwil waren zwischen 1875 und 1876 die Nummern 100 bis 102 und ab 1876 bis 1886 die Nummern 188 bis 190 vermietet.
Die Maschinen von Esslingen und SLM wurden von der NOB bevorzugt im Vorortsverkehr um Zürich eingesetzt.
Bei den SBB waren die Maschinen 8075–8080 dem Kreis VI und damit der Werkstätte Romanshorn zugeteilt. Die restlichen Maschinen waren dem KreisIII und der Werkstätte Zürich zugeteilt.

## Verbleib
Im Jahre 1916 verkauften die SBB die übriggebliebenen Maschinen an die k.u.k Heeresverwaltung. Von dieser gelangten nach 1918 die Maschinen zur FS und MÁV, bei der MÁV nicht umgezeichnet, weitere Angaben und Verbleib unbekannt.